# Чичаровце
Чичаровце (слч. Čičarovce) насељено је мјесто са административним статусом сеоске општине (слч. obec) у округу Михаловце, у Кошичком крају, Словачка Република.

## Становништво
| Година:    | 1994. | 2004.    | 2014.   | 2024.   |
| ---------- | ----- | -------- | ------- | ------- |
| Број људи: | 732   | 852      | 901     | 928     |
| Разлика:   |       | +16,39 % | +5,75 % | +2,99 % |

| Година:    | 2023. | 2024.   |
| ---------- | ----- | ------- |
| Број људи: | 930   | 928     |
| Разлика:   |       | -0,21 % |

Према подацима о броју становника из 2011. године насеље је имало 901 становника.